# Stóra Dímun
Stóra Dímun è un'isola situata nella parte meridionale delle Isole Fær Øer, talvolta indicata solo con il nome di Dímun. L'isola è accessibile dal mare solo durante periodi di buona visibilità e mare calmo. Tuttavia, vi è un regolare servizio di elicotteri due volte alla settimana per tutta la durata dell'anno.
Prima del 1920, si potevano ancora scorgere i resti di un'antica chiesa, ma attualmente ne sono sparite completamente le tracce. Sull'isola sono presenti due rilievi collinari: Høgoyggj (396 m) and Klettarnir (308 m). L'isola fu abitata da molte famiglie dal tredicesimo secolo in poi, ma, attualmente, solo una decina di persone appartenenti a due famiglie, risiedono ancora stabilmente sull'isola.

## Etimologia
Il nome Stóra Dímun significa "Grande Dímun", in contrapposizione al nome dell'altra isola vicina Lítla Dímun o Piccolo Dímun. Secondo l'esperto di toponimi del luogo Jakobsen, la parola "Dimun" potrebbe non essere di origine norrena, un toponimo celtico in cui "di" significa "due".

## La fattoria
C'è una sola fattoria, localizzata nella parte meridionale dell'isola, che costituisce anche l'unico insediamento abitato.
Il suolo su cui sorge la fattoria risulta ben fertilizzato dall'abbondante guano depositato per migliaia di anni dai numerosissimi uccelli marini e lo rende adatto all'allevamento delle pecore, presenti in numero di circa 400 capi. La fattoria ha anche una rilevante produzione di rape.

## Cucina
- Pulcinella di mare faroese

## Galleria d'immagini

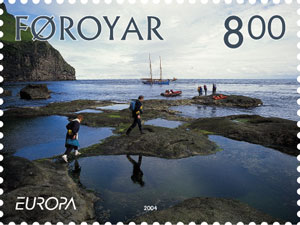
Costa di Stóra Dímun Francobollo FO 490 delle Poste delle Isole Fær Øer Emesso: 2004
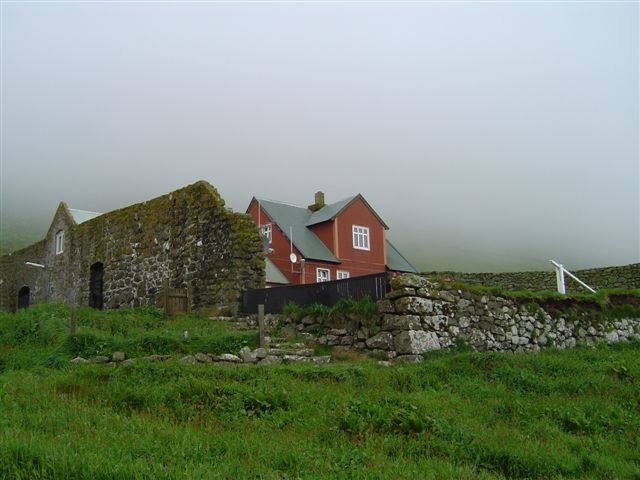
Fattoria sulla remota isola di Stóra Dímun Foto: Erik Christensen
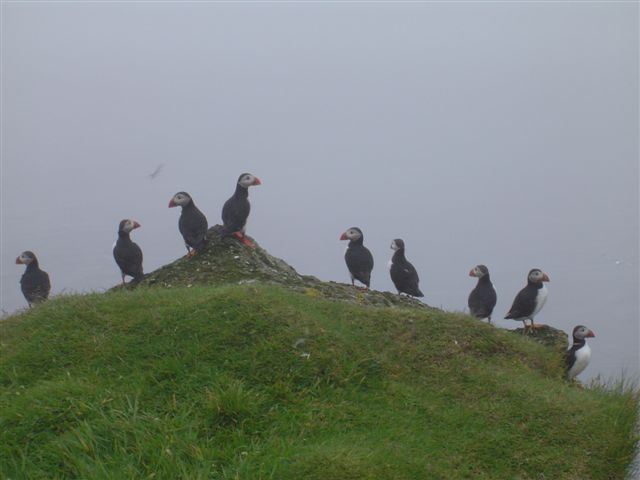
Pulcinella di mare (Fratercula arctica) a Stóra Dímun Foto: Erik Christensen